# Фридрих III Легницкий
Фридрих III Легницкий (пол. Fryderyk III legnicki, нем. Friedrich III von Liegnitz; 22 февраля 1520 — 15 декабря 1570) — князь Легницкий (1547—1551, 1556—1559) и Любинский (1550—1551).

## Биография
Представитель легницкой линии Силезских Пястов. Старший сын князя Фридриха II Легницкого и Бжегского (1480—1547) от второго брака с Софией Бранденбург-Ансбах-Кульмбахской (1485—1537), дочерью маркграфа Фридриха I Бранденбург-Ансбахского.
В ноябре 1547 года, после смерти своего отца, Фридрих III получил во владение Легницкое княжество. Его младший брат Георг II унаследовал Бжег.
В 1550 году после смерти Анны Померанской (1492 — 1550), вдовы князя Георга I Бжегского (дяди Фридриха III), он унаследовал ее вдовий удел (город Любин), который в 1551 году был включен в состав Легницкого княжества.
С начала своего правления князь Фридрих III Легницкий выступил против германского императора Карла V Габсбурга, присоединился к коалиции восставших протестантских князей и заключил союз с французским королем Генрихом II, давним врагом Габсбургов. Такое поведение вызвало в 1551 году вторжение Карла V в Легницкое княжество и формальное отстранение от власти Фридриха III. Его старший сын Генрих XI был объявлен новым князем Легницким, но он был еще несовершеннолетним и воспитывался под регентством своего дяди, князя Георга II Бжегского.
После отречения в 1556 году императора Карла V положение Фридриха III Легницкого изменилось. Новый император Священной Римской империи Фердинанд I Габсбург восстановил его на княжеском престоле в Легнице после формального обещания покорности и преданности ему.
Однако легницкий князь не изменил своего поведения и 27 октября 1559 года был вторично отстранен от власти по приказу Фердинанда I Габсбурга. Его старший сын Генрих XI был вновь объявлен князем Легницким, а сам Фридрих III помещен под домашний арест в Легнице, где находился до своей смерти 15 декабря 1570 года.

## Брак и дети
3 марта 1538 года князь Фридрих III Легницкий женился на Екатерине Мекленбург-Шверинской (14 апреля 1518 — 17 ноября 1581), младшей дочери Генриха V, герцога Мекленбург-Шверинского, от второго брака с Еленой Пфальцской. Они имели шестерых детей:
- Генрих XI (23 февраля 1539 — 3 марта 1588), князь Легницкий (1551—1556, 1559—1576, 1580—1581)
- София (15 апреля 1541 — 7 августа 1542)
- Екатерина (7 февраля 1542 — 3 сентября 1569), жена с 28 декабря 1563 года князя Фридриха Казимира Цешинского (1541/1542 — 1571)
- Фридрих (29 августа 1543 — до 1551)
- Хелена (март 1545/1547 — 16 сентября 1583), жена с 1568 года Зигмунд II фон Курцбах, барон Жмигрудский и Милицкий (1547—1579)
- Фридрих IV (20 апреля 1552 — 27 марта 1596), князь Легницкий (1571—1576, 1580—1596).